# ヴォルフガング・シュタウテ賞
ヴォルフガング・シュタウテ賞（ドイツ語: Wolfgang-Staudte-Preis）は、1990年から2006年まで存在したドイツの映画賞。映画監督ヴォルフガング・シュタウテがドイツの戦後映画史において果たした貢献に対し、これを讃えて、ベルリン国際映画祭開催期間中に、とりわけ世界の新人監督の優秀作品に授与されたものである。

## 前史：ベルリン国際映画祭と「フォーラム」
ベルリン国際映画祭、略称ベルリナーレ (Berlinale) は、1951年から開催されている国際映画祭である。第二次世界大戦がドイツの敗戦で終わると、ドイツは1945年5月以降、瓦礫の山と闇市の横行する時期を、しかも連合国4カ国の軍政機関の管理の下で過ごす。深刻となる東西冷戦の最中、ドイツは東西分裂の形で1949年に、ドイツ民主共和国（東ドイツ：DDR）とドイツ連邦共和国（西ドイツ：BRD）としてそれぞれ成立するが、1950年代に入ってまもなく、とりわけ西ドイツは、いわゆる「奇跡の経済復興」の道程に入る。
ベルリナーレは、そんな時期に第1回が開催されたわけである。
経済成長が安定化し、西ドイツ建国以来の連邦首相で、保守的なキリスト教民主同盟（CDU）のコンラート・アーデナウアーが1963年に退陣すると、次第に西ドイツの政治・社会の空気も変わり始め、それは1968年の学生運動への展開とつながる。
1950年代以降のハイマート・フィルム（郷土映画）の流行と低俗な娯楽映画作品が横行していた西ドイツ映画界でもまた、1962年に「パパの映画は死んだ！」というスローガンを掲げたオーバーハウゼン・マニフェストが宣言されて以来、ニュー・ジャーマン・シネマが生まれつつあった。
ベルリンでは1962・63年、パリの「シネマテーク」などに倣って、ドイツ・キネマテーク協会（Deutsche Kinemathek e.V. ：後にベルリン映画博物館ともなる組織）が設立された。映画文化の振興とその文化遺産の保全を目的とするこの協会の活動を支えるために、1963年にはドイツ映画史家のゲーロ・ガンデアト (Gero Gandert) と、同じく映画史家のウルリヒ・グレーゴア (Ulrich Gregor) などが中心となり、「ドイツ・キネマテーク協会・友の会」(Freunde der Deutschen Kinemathek) も設立されるに至る。
こうして「友の会」は、ボランティアとしてキネマテークに協力する形で活動を始めるが、1969年にこの「友の会」が偶然、ベルリン中心部から南にあるシェーネベルク (Schöneberg) 地区にあった歴史ある映画館を手に入れ、ここを拠点に映画上映活動も始めることになる。それが1970年のことであり、「友の会」は、ウクライナ人映画監督オレクサンドル・ドヴジェンコ (Oleksandr Dowschenko) の1929年に初上映された映画『武器庫』 (Arsenal) から名を採って、この映画館を「Arsenal」と名付けたのである（Arsenalはドイツ語読みで、「アルゼナール」と読む。2008年に発展的に解消した「友の会」は、現在は「アルゼナール - 映画とヴィデオ芸術のための研究所」と改称された）。
そんな中、1970年の第20回ベルリン国際映画祭で、ある「スキャンダル」が起こった。金熊賞や銀熊賞が授与されるコンペティション部門で、その選考に当たっていた審査員の一部が、ヴェトナム戦争反対のメッセージ性を持ったあるドイツ映画を、選考対象から外そうとしたのである。それに反対する一部の審査員がこれを一般に公表するに及んで、まさにヴェトナム戦争反対の機運の中、世界中に拡大していた学生運動の波とも相まって、審査員グループに対する批判が声高になり、審査員グループ内部での意見の調整が折り合わないことから、この年のベルリナーレの会期が終わる前に、審査員グループが解散せざるを得なくなる事態に至ったのである。これを受けて、この年の金熊賞及び銀熊賞は授与されずじまいに終わる。
この事態を受けて、メインストリームの商業主義的映画に重点に置く、それまでのベルリナーレの開催の仕方までが根本的に批判されることとなり、映画祭の新しいコンセプトが求められる。この新しいコンセプトを提供したのが、映画館「アルゼナール」で上映活動を行なっていた「友の会」の活動方針であった。こうして、文化担当の連邦および西ベルリンの行政機関、ベルリン国際映画祭有限会社、および「友の会」との妥協案が成立し、財政的にはベルリン国際映画祭有限会社がその支出を担うが、ベルリナーレの開催と同時期に、「友の会」の責任で、プログラム編成上は全く独立した形で、別の映画祭を「並行して」催すこととされたのである。これが、ベルリナーレにおける「フォーラム」部門の成立の経緯である。
1971年、「フォーラム」の第1回が、正式名称「若き映画の国際フォーラム」（Das Internationale Forum des Jungen Films、英語訳では「International Forum of New Cinema」）をもって開催された。「友の会」の設立人の一人である上述の映画史家グレーゴアは1971年から1979年まで「フォーラム」のスポークスマンを務め、さらに1980年から2000年まで「フォーラム」を取り仕切るディレクターとなる。グレーゴアは、「フォーラム」が成立してほぼ四半世紀が経った1997年に、同年度の「フォーラム」へのプログラム冊子に以下のように書いている。
「その最初から今日までのプログラム編成の重点、或いは、その展開の跡を辿ってみたいということであれば、次のような分野、ジャンル、或いは、トレンドに辿り着くであろう：民族誌映画（Ethnographisches Kino）；政治的ドキュメンタリー映画；実験・アヴァンギャルド映画；女性映画；ナチス時代の歴史に関わる、偉大な時事的ドキュメンタリー映画（このドイツ史の「一章」との、批判的関わり合いは、「フォーラム」が常に特別に緊急な課題であると見做してきたものである。）；非ヨーロッパのキネマトグラフィー；社会主義諸国の映画界の新しい傾向と新しい監督達、以上である。」
日本映画との関わりで言えば、「非ヨーロッパのキネマトグラフィー (Kinematographie)」がこれに関係し、「フォーラム」の開始された1971年に大島渚監督の映画『儀式』がベルリンで公開されている。この大島作品の日本での公開が同年であることからも、非欧米諸国の映画文化への「フォーラム」の関心が、「ヴェルト・キネマトグラフィー」（Weltkinematographie：世界動画記述）の構築へ向けて、いかに高いかが想像できる。
グレーゴアは同じテキスト中で大島の『愛のコリーダ』（1976年作）にも言及している。
「あれは、1976年ことであった。ベルリンの検事局が、大島渚の映画『愛のコリーダ』（ドイツ語題名は、フランス語題名"L'empire des sens"をそのままドイツ語訳にして"Im Reich der Sinne"とする）のコピーを押収していった。ベルリン国際映画祭の歴史として稀な出来事であった。当時の「フォーラム」のディレクターに対しての取り調べを検事局側では試みたらしいのであるが、まもなく取り調べは行なわれないということとなり、映画は、西ドイツの映画館に配給されたのであった。」
「フォーラム」のこの成立事情から、「フォーラム」では、政治的アンガジュマンを示す作品が多く取り上げられた歴史があり、東西ドイツの統一がなされた1990年に新しい賞が「フォーラム」に設けられた。「フォーラム」自体は賞を授与する訳ではないのであるが、それぞれの外部組織が賞金を請け負うことにより、「フォーラム」内でいくつかの賞が与えられるシステムになっている。例えば、FIPRESCI国際映画批評家連盟賞（パノラマ部門でも）、国際アートシアター連盟賞（パノラマ部門でも）、ベルリナー・ツァイトゥング紙・新聞読者賞、エキュメニカル審査員賞などである。また、政治的意味合いを持ち、西ドイツの「緑の党」に近い「Heinrich Böllハインリヒ・ベル財団」が出資する「平和映画賞」もある。

## ヴォルフガング・シュタウテ賞の制定
ヴォルフガング・シュタウテ賞も前述の賞と同列のものであるが、この賞は、ミュンヘンに本部を置く、映画・テレビ映画の著作権の行使によって得られた収益を徴収し、これを著作権者に配当する協会（GWFF）が、1990年に2万ドイツ・マルクの賞金を付けて設けた映画賞である。ヴォルフガング・シュタウテはドイツの戦後映画史において、1950年代半ばまでは東西ドイツを跨いで、社会批判的映画を撮った映画監督であり、彼は自身をまた「政治的映画監督」と規定していた人物である。その意味でも「フォーラム」のプログラム編成の、東西ドイツの統一を象徴する方向性に相応しい賞の設立であった。この「フォーラム」のメイン・プログラムに選ばれた作品の中の優秀作品に与えられた賞は、2006年が最後となったが、2007年以降は同じスポンサーの下で「最優秀デビュー作品賞」が贈られている。

## ヴォルフガング・シュタウテ賞受賞作品リスト
- 1990: S. E. R. - Swoboda eto raj – 監督: Sergei Wladimirowitsch Bodrow（ソ連）
- 1991: 『菊池』 – 監督: イワモトケンチ
- 1992: The Hours and Times – 監督: Christopher Munch（USA）
- 1993: Laws of Gravity – 監督: Nick Gomez（USA）
- 1994: Ladoni – 監督: Artur Aristakisjan（ロシア）
- 1995: Double Happiness – 監督: Mina Shum（カナダ）
- 1996: 『おかえり』 – 監督: 篠崎誠
- 1997: O Sertão das Memórias – 監督: José Araújo（ブラジル）
- 1998: 『一瞬の夢』– 監督: 賈樟柯（ジャ・ジャンクー Jia Zhangke、中国）
- 1999: The Cruise – 監督: ベネット・ミラーBennett Miller（USA）
- 2000: Maršal –監督: Vinko Brešan（旧ユーゴスラビア連邦）
- 2001: 『LOVE/JUICE』– 監督: 新藤風
- 2002: Wesh wesh, qu'est-ce qui se passe? – 監督: Rabah Ameur-Zaïmeche（フランス）
- 2003: Rengeteg – 監督: Benedek Fliegauf（ハンガリー）
- 2004: Final Solution – 監督: Rakesh Sharma（インド）
- 2005: Yan mo – 監督: Yan Yu, Li Yifan（中国）
- 2006: Babooska –監督: Tizza Covi, Rainer Frimmel（イタリア/オーストリア）[10]